# السكك الحديدية الصينية
شركة مجموعة السكك الحديدية للدولة الصينية المحدودة ، التي تمارس أعمالها تحت اسم تشاينا ريلواي ( CR )، هي شركة السكك الحديدية الوطنية لنقل الركاب والبضائع في جمهورية الصين الشعبية . 
تدير شركة تشاينا ريلواي خدمات نقل الركاب والبضائع في جميع أنحاء الصين من خلال 18 شركة إقليمية تابعة للمجموعة.  بحلول سبتمبر 2022، سيبلغ إجمالي أصول مجموعة السكك الحديدية الصينية 9.06 تريليون يوان صيني (1.24 تريليون دولار أمريكي).